# 馥軒
馥軒麵包西餅是香港一家售賣麵包及西餅的連鎖店，經營10間以馥軒及百樂為品牌之麵包店，創辦人為朱鎮峰。

於2015年7月1日佳寧娜集團收購馥軒、百樂的控股公司新耀控股
六成股權，總代價2040萬港幣。